# Tyler Bate
Tyler Bate (* 7. März 1997 in Netherton, West Midlands, Dudley, England) ist ein britischer Wrestler, der zurzeit bei World Wrestling Entertainment (WWE) unter Vertrag steht und zum NXT-Brand gehört. Er wurde beim WWE United Kingdom Championship Tournament zum ersten WWE United Kingdom Champion gekürt. Zusammen mit René Duprée ist er einer von zwei Wrestlern, die bereits als Teenager einen WWE-Titel erhielten.

## Leben
Aufgewachsen in Dudley begann er bereits als Jugendlicher mit dem Wrestling. Sein Wrestling-Debüt hatte er am 15. September 2012 bei einer Veranstaltung von Great Bear Promotions (GBP). Dort unterlag er in einem Championship-Tournament in der ersten Runde dem Wrestler Chris Brookes. Er wrestlete danach für einige Independent-Promotions. Wiederkehrende Auftritte hatte er für Preston City Wrestling (PCW) von 2014 bis 2015.
Er ist mit der Wrestlerin Liv Morgan liiert.

## Karriere
2015 trat er zusammen mit seinem Trainer Trent Seven für die US-amerikanische Promotion Chikara Pro Wrestling an, die zu dieser Zeit eine Tour durch Großbritannien hatten. Dort durften die beiden The Hunter Brothers in einem Dark Match am 3. April besiegen und gegen The Devastation Corporation (Max Smashmaster und Blaster McMassive) in einem weiteren Dark Match am 6. April unterliegen. Danach gab es noch ein Trios Match zusammen mit Clint Margera gegen Pete Dunne, Damian Dunne und Jimmy Havoc, das sie ebenfalls verlieren mussten. Nach der UK-Tour wurden die beiden in die Vereinigten Staaten eingeladen, wo sie zusammen mit Dan Moloney als Team Fight Club in einem King-of-Trios-Tournament antreten durften und dort bis ins Halbfinale kamen. Dort wurden sie vom Bullet Club, bestehend aus A.J. Styles und The Young Bucks (Matt Jackson und Nick Jackson), eliminiert. 2016 traten die beiden mehrfach für die US-amerikanische Independent-Promotion an und gewannen dort ein Turnier namens Campeonatos de Parejas.
2016 schlossen sich Bate und Trent Seven auch der britischen Liga Progress Wrestling an, wo sie als Tag-Team Moustache Mountain erfolge feiern durften. Markenzeichen wurden die namensgebenden Schnurrbärte der beiden. Die beiden gewannen dort am 16. Dezember den Tag-Team-Titel der Promotion, den sie bis heute halten. Zwischenzeitlich wurde das Team in British Strong Style umbenannt.
Am 15. Dezember 2016 wurde Tyler Bate als einer der 16 Teilnehmer am Turnier um den WWE United Kingdom Championship angekündigt. Er durfte am 14. Januar 2017 schließlich die erste Runde gewinnen und besiegte nach dem Erreichen des Finales am 15. Januar den Wrestler Pete Dunne. Im Anschluss wurde ihm von Triple H, William Regal, Finn Bálor und Fit Finlay der neu eingeführte Titel überreicht. Beim Titelgewinn war Tyler Bate gerade einmal 19 Jahre alt, was ihn zusammen mit René Duprée zum zweitjüngsten WWE-Star machte, der jemals einen Titel halten durfte. Am 1. Februar 2017 trat er zum ersten Mal bei WWE NXT auf, wo er seinen Titel gegen Oney Lorcan verteidigte.
Beim NXT TakeOver: Chicago am 20. Mai 2017 verlor er seinen United Kingdom Championship gegen Pete Dunne. Am 19. Juni 2018 gewann er in Rahmen des United Kingdom Championship Tournaments 2018, zusammen mit Trent Seven die NXT Tag Team Championship von The Undisputed Era. Diese Regentschaft hielt jedoch nur 2 Tage und verloren die Titel wieder zurück an die The Undisputed Era. Am 31. August 2019 bestritt er bei NXT:UK TakeOver: Cardiff ein Match um die WWE United Kingdom Champion gegen Walter, dies konnte er jedoch nicht gewinnen.
Nach einer Verletzung und einer Auszeit, kehrte er am 10. Dezember 2020 in die Shows zurück. Er bestritt ein Match gegen A-Kid um die NXT UK Heritage Cup Championship, dieses Match konnte er jedoch nicht gewinnen. Am 20. Mai 2021 gewann er die NXT UK Heritage Cup Championship, hierfür besiegte er A-Kid. Die Regentschaft hielt 161 Tage und verlor den Titel, schlussendlich am 28. Oktober 2021 an Noam Dar. Am 9. Dezember 2021 gewann er zusammen mit Seven die NXT UK Tag Team Championship. Hierfür besiegten sie Pretty Deadly Sam Stoker und Lewis Howley. Die Regentschaft hielt 175 Tage und verloren die Titel, schlussendlich am 2. Juni 2022 an Ashton Smith und Oliver Carter.
Am 7. Juli 2022 gewann er zum zweiten Mal bei den Aufzeichnungen von NXT UK die NXT UK Championship, hierfür besiegte er seinen ehemaligen Tag Team Partner Trent Seven im Turnierfinale, um den vakanten Titel zu gewinnen. Die Regentschaft hielt 59 Tage und verlor den Titel, schlussendlich am 4. September 2022 bei einem Titelvereinigungsmatch an Bron Breakker.

## Titel und Erfolge
- Attack! Pro Wrestling
  - Attack! 24:7 Championship (3×)[20]
  - Attack! Tag Team Championship (1×) – mit Trent Seven
- Chikara
  - Chikara Campeonatos de Parejas zusammen mit Trent Seven (1×) [21]
  - King of Trios (2017) – mit Pete Dunne und Trent Seven
- Great Bear Promotions
  - Junior Heavyweight Cup (2014)[22]
  - URSA Major One Night Tournament (2013)[23]

- Fight Club: Pro
  - FCP Tag Team Championship (1×) – mit Trent Seven

- Great Bear Promotions
  - Junior Heavyweight Cup (2014)
  - URSA Major One Night Tournament (2013)
- International Wrestling Syndicate
  - IWS World Tag Team Championship (1×) – mit Trent Seven

- Kamikaze Pro
  - Kamikaze Pro Tag Team Championship mit Dan Moloney (1x)[24]
  - Relentless Division Championship (1×)[25]
- Progress Wrestling
  - Progress Tag Team Championship mit Trent Seven (1×)[26]
- Pro Wrestling Illustrated
  - Ranked No. 50 of the top 500 singles wrestlers in the PWI 500 in 2017
- Revolution Pro Wrestling
  - RPW Undisputed British Tag Team Championship (1×) – mit Trent Seven

- Shropshire Wrestling Alliance
  - SWA British Lions Championship (1×)[27]
  - British Lions Tournament (2014)[28]
- Westside Xtreme Wrestling
  - wXw Shotgun Championship (1×)[29]
- World Wrestling Entertainment
  - NXT UK Championship (2×)
  - WWE NXT Tag Team Championship (1×) – mit Trent Seven
  - NXT UK Tag Team Championship (1×) mit Trent Seven
  - NXT Tag Team Championship Invitational (2018) – mit Trent Seven
  - NXT UK Heritage Cup Championship (1×)
  - WWE United Kingdom Tournament (2017)
  - NXT Year-End Award
    - Match of the Year (2017) – vs Pete Dunne for the WWE United Kingdom Championship at NXT TakeOver: Chicago